# 塙川村
塙川村（はなわかわむら）は、秋田県山本郡にあった村。現在の八峰町南端および能代市の北部にあたる。

## 地理
- 山：高峰山、小松崎山

## 歴史
- 1889年（明治22年）4月1日 - 町村制の施行により、塙村、石川村、畑谷村、小手萩村、内荒巻村、比八田村、外荒巻村、坂形村の区域をもって発足。
- 1955年（昭和30年）4月1日 - 沢目村と合併して峰浜村が発足。同日塙川村廃止。
- 1957年（昭和32年）6月20日 - 峰浜村のうち旧村域の一部（比八田・外荒巻および坂形の一部）が能代市に編入。

## 交通

### 鉄道路線
現在は旧村域（能代市に編入された区域）に五能線の鳥形駅が所在するが、当時は未開業。